# Félix Suárez
Félix Suárez Colomo (6 de dezembro de 1950 – 4 de setembro de 2020) foi um ciclista espanhol.
Conquistou o tetracampeonato nacional na prova de velocidade de ciclismo de pista na década de 1970.
Suárez defendeu as cores da Espanha nos Jogos Olímpicos de 1972, em Munique, onde competiu na prova de velocidade.
Morreu no dia 4 de setembro de 2020, aos 69 anos.